# Art-Language

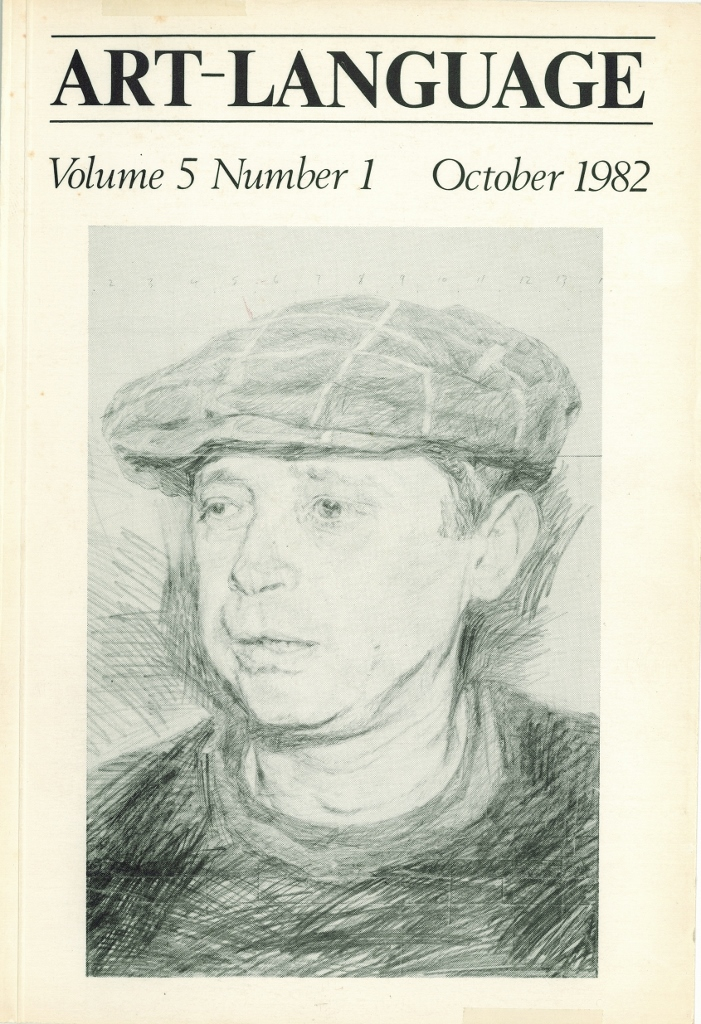
Copertina di Art-Language Volume 5 Numero 1 di Art & Language che mostra un autoritratto di Mel Ramsden

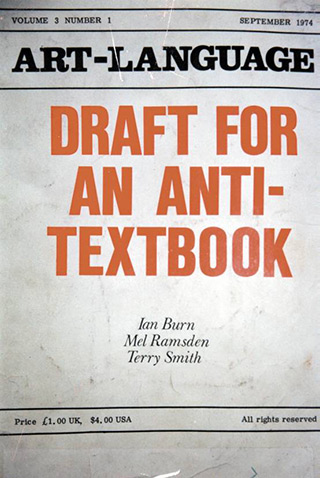
Copertina di Art-Language Volume 3 Numero 1

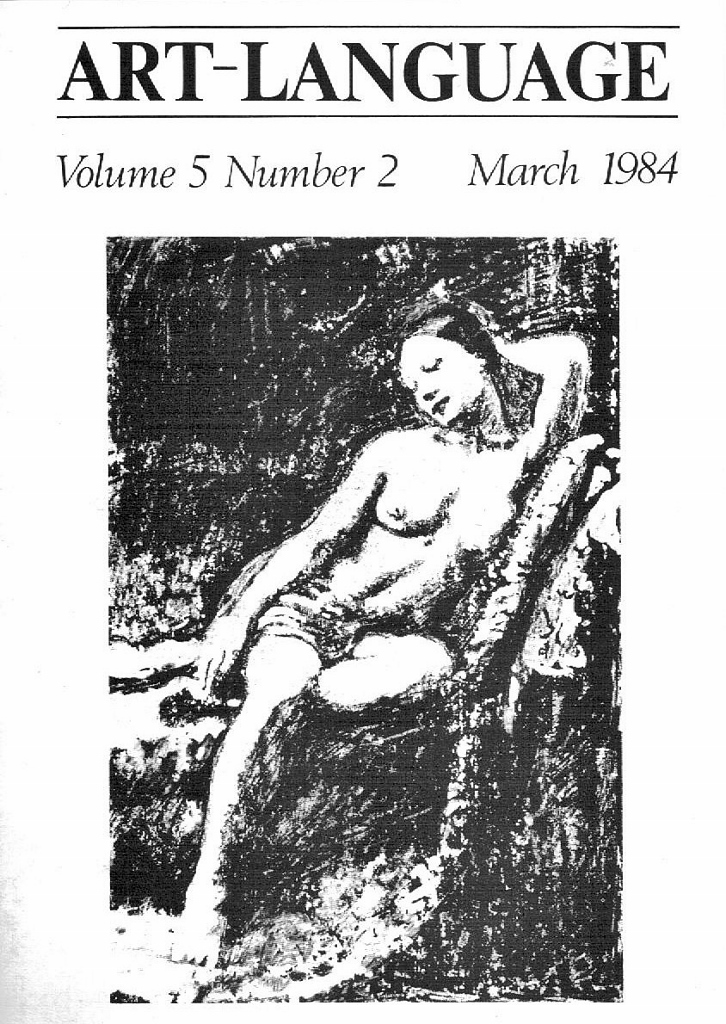
Copertina di Art-Language Volume 5 Numero 2 che mostra un ritratto di Victorine Meurent

Art-Language The Journal of Conceptual Art è un giornale in lingua inglese pubblicato dagli artisti concettuali del movimento Art & Language che ha preso il nome di questo giornale. Coinvolgendo più di venti artisti, negli Stati Uniti, in Europa e in Australia, e coprendo quasi 20 anni di produzione artistica, la rivista è di per sé una delle più grandi opere d'arte concettuale. Si ritiene che abbia un'influenza significativa sull'arte concettuale e sull'arte contemporanea.

## Contesto di creazione
Il nome del movimento Art & Language deriva dalla rivista Art-Language, pubblicata da Art & Language Press. Questa entità è stata creata nel 1968 per fornire un mezzo di pubblicazione alla conversazione in corso tra i quattro fondatori di questo movimento artistico (Michael Baldwin, Terry Atkinson, David Bainbridge, Harold Hurrell), e anche tra Arte & Language e altri artisti dall'America o da altre parti del mondo. Nel tempo stretti legami si sviluppano tra gli artisti britannici di Art & Language e artisti americani. Nel 1966, Michael Baldwin, che ha appena vinto un premio da Northern Young Contemporaries, spende i soldi guadagnati per viaggiare a New York in modo da discutere con Donald Judd, Roy Lichtenstein e Robert Morris. Nel novembre del 1967, grazie a Robert Smithson, una rivista d'arte con sede a New York,arts magazine, pubblica per la prima volta un testo di Art & Language (prima della creazione del gruppo) Remarks on Air-Conditioning, un'estravaganza della banalità scritto da Michael Baldwin. È interessante notare che Michael Baldwin viene presentato come uno scrittore inglese e un artista preoccupato dalla non-esposizione. Nel 1969 Ian Burn e Mel Ramsden hanno prodotto Art Press a New York, dove pubblicano i loro testi e anche articoli di Adrian Piper, Sol LeWitt e Stephen Kaltenbach.

## Storia

### Art-Language
Art-Language The Journal of conceptual art  è pubblicato da Art & Language Press ed è considerato avere un'influenza significativa sia sull'arte concettuale che sull'arte contemporanea. Art & Language Press è stata fondata nello stesso periodo del gruppo artistico Art & Language nel 1968 da quattro artisti: Michael Baldwin, Terry Atkinson, Harold Hurrell e David Bainbridge. Sono anche i redattori del primo volume del giornale, pubblicato nel maggio 1969.
Terry Atkinson trascorre l'estate del 1969 con Joseph Kosuth a New York. Nell'agosto dello stesso anno, Joseph Kosuth divenne l'editore americano di Art-Language. Dal secondo volume, il giornale è pubblicato sia nel Regno Unito che negli Stati Uniti. I membri di Art & Language pubblicano regolarmente saggi sulla rivista britannica Studio International. Nel febbraio 1970, l'editore e critico d'arte Charles Harrison pubblicò un articolo dal titolo « Notes Towards Art Work » affermando che "l'unica alternativa alla critica è l'arte". Nel 1971, dopo aver lasciato Studio International, divenne caporedattore di Art-Language. Terry Atkinson conobbe Ian Burn e Mel Ramsden a New York nel 1969 e, dopo aver pubblicato numerose opere testuali sotto il nome di Society for Theoretical Art and Analyses, entrarono a far parte di Art-Language nel 1971. Nello stesso tempo a Coventry, David Rushton, Philip Pilkington e Graham Howard, tre studenti di teoria dell'arte di Baldwin, Bainbridge e Atkinson, iniziano a lavorare sotto il nome di Art & Language. Durante quest'anno, il "Coventry College" of Art si trasforma in "Faculty of Art and Design" e diventa parte del Polytecnico di Lanchester. La missione del nuovo decano della facoltà è di porre fine al corso di teoria dell'arte.
"Nell'estate del 1971, l'esercizio arbitrario del potere smantellò il corso sulla teoria dell'arte. Baldwin e Bainbridge furono licenziati, insieme ad altri membri dello staff part-time. Atkinson rimase. La sua presenza ha permesso alle autorità responsabili di rivendicare una certa credibilità per le rovine … Art & Language si è trovato in esilio da qualsiasi contesto accademico o educativo ufficiale … Il suo lavoro in tutte le sue forme era girato principalmente verso "l'arte" in quanto discorso, piuttosto che all'espandere la vasta categoria degli oggetti d'arte."
Charles Harrison e Fred Orton
Michael Baldwin e Terry Atkinson scrivono un saggio critico di 25 pagine sull'educazione artistica in un articolo intitolato Art Teaching e lo pubblicano in Art-Language, volume 1, numero 4. Nel 1973, Atkinson si dimette.
Mentre nel 1972, l'attività di Art & Language era esclusivamente testuale e la sua identità era confusa con la rivista Art-Language, la produzione dell'installazione Index 01, per la Documenta 5 in Kassel, sotto il nome di The Art & Language Institute segna un cambiamento. Da Art-Language, volume 2, numero 3, la rivista diventa anonima e i testi non sono più attribuiti a particolari autori. La rivista continua ad essere pubblicata fino al 1985 e i contenuti relativi agli indici prodotti nel 1972-1973 persistono in vari modi e con intensità diverse.
Una nuova serie apparve nel 1994: tre numeri furono pubblicati fino al 1999. Oltre a Baldwin, Ramsden e Harrison, ai quali il lavoro sulla revisione era stato affidato nel 1976, Philip Pilkington e Paul Wood erano tra i contributori.

### Redattori
Il primo numero è pubblicato da Art & Language. Joseph Kosuth è l'editore americano dall'agosto 1969 al 1972 e Art & Language rimane editore per l'Inghilterra. Nel 1971, Charles Harrison divenne il redattore capo di Art-Language, e rimase fino all'ultimo volume.

### Distributori
- Regno Unito : Art & Language, Galleria Lisson, Robert Self Publications, Arts Bibliographic.
- Stati Uniti : Joseph Kosuth, Ian Burn, Mel Ramsden, Kathryn Bigelow, Printed Matter, Inc.

## Critica
- Daniel Buren :

"Per ribattere le loro riferenze pseudoculturali e i loro giochi di bluff, con un'esposizione compiacente di discutibili conoscenze accademiche, alcuni artisti stanno cercando di spiegare ciò che sarebbe, potrebbe essere o dovrebbe essere l'arte concettuale - e quindi fare un lavoro concettuale. La volgarità non manca di pretesa. Invece di una semplice indagine, siamo soggetti a un miscuglio di opinioni e giustificazioni che servono come un guazzabuglio nel tentativo di convincerci dell'esistenza del pensiero. Per questi, l'arte concettuale è diventata l'arte della verbosità. Non vivono più nel ventesimo secolo ma vogliono far rivivere il diciottesimo".
- Jeff Wall:

"Evidenziando i suoi file di carte dimenticati e le sue impressioni (le sue scattole di informazioni), il concettualismo sintetizza una sorta di estetica mallarmea: i soggetti sociali sono presentati come geroglifici enigmatici e sono posti sotto l'autorità della cripta. L'identificazione della burocrazia, della pubblicità e del mondo accademico con affermazioni enigmatiche esprime la consapevolezza della partecipazione delle università e delle amministrazioni a una macchina della morte istituzionale, una consapevolezza che ha, naturalmente, animato il movimento studentesco. - Jeff Wall, 1981
- Lucy Lippard :

"Non capisco bene cosa dice Art-Language, ma ammiro le energie di investigazione, l'inesorabile lavoro preliminare, l'impegno totale per il ristabilimento di un linguaggio valido per discutere di arte e umorismo casuale nei loro scritti. Il caos nelle loro motivazioni mi affascina, ma è anche irritante essere scarsamente equipaggiati per valutare il loro lavoro. Non so come o anche se viene valutato dai seguaci della filosofia in quanto filosofia, ma trovo esasperante doverli confidare. - Sei anni: la smaterializzazione dell'oggetto d'arte, Lucy R. Lippard, 1973.